# Стимпанк
Стимпа́нк, или паропа́нк (от англ. steampunk: steam — «пар» и punk — «панк»), — направление научной фантастики, включающее технологию и декоративно-прикладное искусство, вдохновлённое технологиями и фантастикой XIX века, в первую очередь паровыми машинами. Возникшее первоначально в 1980-х годах как литературное течение в противовес киберпанку постепенно выросло в стиль искусства, культурное движение и субкультуру. Считается самой известной производной киберпанка.
Как правило, стимпанк подразумевает альтернативный вариант развития человечества, в совершенстве освоившего механику и технологии паровых машин, с выраженной общей стилизацией под эпоху викторианской Англии (вторая половина XIX века) и эпоху раннего капитализма с характерным городским пейзажем и контрастным социальным расслоением. В этом проявляется связь стимпанка и ретрофутуризма. Возможно также и наличие в произведениях стимпанка элементов фэнтези, альтернативной истории, ужасов, фантастики, детектива.

## Возникновение жанра
Хотя многие работы, которые в настоящее время принято считать образцами жанра стимпанк, были опубликованы ещё в 1960-е и 1970-е годы, сам термин стимпанк появился намного позже: он был придуман писателем Кевином Джетером как ироничный вариант слова «киберпанк» и введён в обиход в апреле 1987 года. Джетер пытался найти термин, который объединил бы произведения «The Anubis Gates» Тима Пауэрса (1983), «Homunculus» Джеймса Блэйлока (1986), а также его собственные работы «Ночь морлоков» (1979) и «Infernal Devices» (1987). Во всех этих произведениях мир находится на уровне технологий XIX века, а стиль повествования подражает викторианской фантастике, такой как роман Герберта Уэллса «Машина времени». В отличие от киберпанка, стимпанк основан на реальных или, по крайней мере, условно допустимых технологиях, главным из которых стал пар, давший название жанру.
В своём письме в редакцию научно-фантастического журнала Locus, напечатанном в номере за апрель 1987 года, Джетер писал:

Дорогой «Locus»,
Прилагаю копию моего романа 1979 года «Ночь морлоков». Я был бы очень признателен, если бы Вы отправили её Фарен Миллер, поскольку это первое доказательство в большой дискуссии на тему того, кто же в «фентезийном триумвирате Пауэрс—Блэйлок—Джетер» первым стал писать в «гонзо-исторической манере». Хотя я, конечно, нашёл её обзор в мартовском номере «Locus» весьма лестным. 
Лично мне кажется, что такие фантазии на викторианскую тему станут следующей «большой волной», особенно если мы с Пауэрсом и Блэйлоком сможем разработать подходящий собирательный термин для них. Что-нибудь на тему свойственных той эпохе технологий… Там, «Стимпанк», например… 
К. У. Джетер
Оригинальный текст (англ.)
Dear Locus, 
Enclosed is a copy of my 1979 novel Morlock Night ; I’d appreciate your being so good as to route it Faren Miller, as it’s a prime piece of evidence in the great debate as to who in «the Powers/Blaylock/Jeter fantasy triumvirate» was writing in the «gonzo-historical manner» first. Though of course, I did find her review in the March Locus to be quite flattering. 
Personally, I think Victorian fantasies are going to be the next big thing, as long as we can come up with a fitting collective term for Powers, Blaylock and myself.Something based on the appropriate technology of the era; like «steampunks», perhaps… 
K.W. Jeter
— Письмо Кевина Джетера в журнал Locus
Издание романа Уильяма Гибсона и Брюса Стерлинга «Машина различий» (точнее «Разностная машина» или «Дифференциальный исчислитель»; The Difference Engine, 1990) привлекло большое внимание к жанру и значительно повлияло на его дальнейшее развитие, именно после этого романа стимпанк начал приобретать всё бо́льшую популярность среди читателей. Также важную роль в популяризации жанра в тот период сыграл аниме-фильм Хаяо Миядзаки «Небесный замок Лапута» (1986).

## Классификация стимпанка
Редактор раздела о литературе в журнале «Мир фантастики» Борис Невский выделяет 2 разновидности стимпанка:
- Альтернативно-исторический стимпанк, действие которого происходит в условно «нашем» мире, но пошедшем по иному пути развития. Как правило, такой стимпанк близок к научной фантастике.
- Фэнтезийный стимпанк, действие которого происходит в полностью вымышленном мире, где действуют иные законы, а с ретротехникой может сосуществовать волшебство[7]. Стимпанк-фэнтези делится на два типа: где магия и технология противостоят друг другу и техномагический мир, где техника работает благодаря применению магии[11].

Джефф ВандерМеер выделяет 7 поджанров стимпанка:
- Бойлерпанк (англ. Boilerpunk): ответ рабочего класса на аристократический стимпанк. Основан на использовании лопаты, угля и пара.
- Клокпанк (англ. Clockpunk — clock — «часы»): вместо силы пара используются заводные механизмы.
- Дизельпанк (англ. Dieselpunk) — альтернативное направление научно-технического прогресса, где вместо паровой энергии используются дизельные двигатели.
- Романтизм газовых фонарей (англ. Gaslight Romance): поджанр стимпанка с уклоном в альтернативную историю и романтизацию Викторианской эпохи.
- Маннерпанк (англ. Mannerpunk): поджанр стимпанка, где рассматривается сложная социальная иерархия между персонажами, часто в контексте бесконечных танцев и вечеринок.
- Бластерная готика (англ. Raygun Gothic ): ретрофутуризм на основе Ар-деко и современных стилей. Термин придуман Уильямом Гибсоном.
- Ститчпанк (англ. Stitchpunk): поджанр стимпанка, где главными действующими лицами являются живые куклы (например, мультфильм «9»).

Жанр в целом не фиксирован в своём развитии, и в нём постоянно появляются новые поджанры. Подобное положение неопределённости вызывает среди фанатов споры о том, что относится или не относится к стимпанку.

## В массовой культуре